# Idotea chelipes
Idotea chelipes là một loài chân đều trong họ Idoteidae. Loài này được Pallas miêu tả khoa học năm 1766.